# Tādsch ol-Moluk

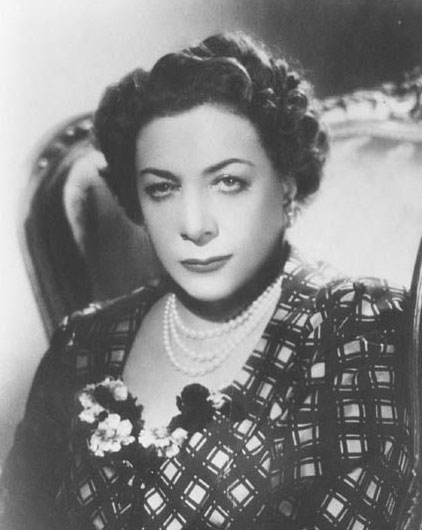
Tādsch ol-Moluk

Tādsch ol-Moluk oder international auch Tadj ol-Molouk (von arabisch تاج الملوک, DMG Tāǧu'l-Mulūk ‚Krone der Könige‘; eigentlich Nimtādsch Ayromlu, persisch نیم ‌تاج آیرملو; * 17. März 1896 in Baku, Aserbaidschan; † 10. März 1982 in Acapulco, Mexiko) war die Gemahlin Reza Schah Pahlavis, des Gründers der Pahlavi-Dynastie und Mutter von Mohammad Reza Pahlavi, dem letzten Schah Persiens. Sie stammt von den Eymür aus Aserbaidschan ab, deren Mitglieder im 19. und 20. Jahrhundert in den Iran einwanderten.

## Biografie
Tādsch ol-Moluk heiratete Reza Schah Pahlavi im Jahr 1916. Sie war seine zweite Ehefrau, die erste starb bereits 1904. Aus der Ehe gingen vier Kinder hervor: die älteste Tochter Schams (* 18. Oktober 1917; † 1996), Mohammad Reza (* 26. Oktober 1919 in Teheran; † 27. Juli 1980 in Kairo) und seine Zwillingsschwester Aschraf, (* 26. Oktober 1919; † 7. Januar 2016), Ali Reza (* 1. April 1922; † 26. Oktober 1954 bei einem Flugzeugabsturz). 1922 ehelichte Reza Schah seine dritte Frau, Turane, und 1923 die vierte, Esmat. Die Ehe mit Tādsch ol-Moluk blieb weiterhin bestehen.
Sie war die erste Königin im Iran, die eine öffentliche Position innehatte: sowohl bei offiziellen als auch bei gesellschaftlichen Anlässen. Sie setzte sich sehr für das Schleier-Verbot ein. 1934 zeigte sich Tādsch ol-Moluk erstmals als erste Königin unverschleiert der Bevölkerung. Nachdem der Schah Bilder seiner unverhüllten Frau und Töchter veröffentlicht hatte, wurden die Männer angehalten, ihre Frauen zu entschleiern. 1941 musste ihr Ehemann zu Gunsten ihres gemeinsamen Sohnes abdanken.
Vor der Islamischen Revolution 1979 wurde sie von ihrem Sohn nach Los Angeles in Sicherheit gebracht. Dort attackierten Studenten das Haus der Königin in Beverly Hills. Sie und ihre Tochter flohen weiter nach Palm Springs. Tādsch ol-Moluk starb 1982 in Acapulco, Mexiko, an den Folgen einer Leukämie-Erkrankung, sieben Tage vor ihrem 86. Geburtstag.